# Vîșcăuți, Orhei
Vîșcăuți este un sat din raionul Orhei, Republica Moldova. Conform datelor recensământului din anul 2014, populația constituia 1.434 oameni. Distanța directă pâna la Orhei este de 28 km, iar până la Chișinău de 75 km. Se mărginește cu satele: Susleni, Jora de Mijloc, Oxentea, Molovata, Harmațca.

## Istorie
Satul Vîșcăuți a fost menționat documentar în anul 1633:
„Io Alexandru Iliaș voievod, din mila lui Dumnezeu, domn al Țării Moldovei. Iată a venit, înaintea noastră și înaintea boierilor noștri, credinciosul îi cinstitul nostru boier, pan Ionașco Ghenghea mare logofăt, cu un zapis de mărturie de la Dumitrașco Ștefan mare vornic și de la Dracea pârcălab de Hotin și de la Pilat clucer și de la Gheorghe Bașotă și de la Borleanul uricar, astfel scriind și mărturisind în el, că a venit, înaintea lor, Necuța, fiul lui Ion Puiuleț aprod din Bogdănești, nesilit de nimeni, nici asuprit și a vândut dreapta sa ocină și dedină și cumpărătura ce a avut de la Mihalaș, cât se va alege din tot satul Bogdănești, pe Prut, ce este în ținutul Fălciu, ...

Și la acestea, de asemenea a arătat, înaintea noastră, un alt zapis de mărturie, de la Miereuță fost vornic și de la Stoica vătag de sinețari din Orhei și de la Chiriac vameș ..., astfel scriind și mărturisind în el, că a venit, înaintea lor, Todosia, fiica lui Simenașco și a Măliței, nepoata lui Miron, nesilită de nimeni, nici asuprită și a vândut dreapta sa ocină și dedină, partea bunicului ei, Miron, a cincea parte din jumătate de sat, din satul Mocșie, ce se numește acum Văscăuții, în ținutul Orhei, și cu parte din vadul de moară la Nistru ei cu tot venitul. Aceea a vândut-o, dinaintea lor, panului Ionașco Ghenghea mare logofăt, pentru șasezeci taleri și bătuți.
...

La Iași, în anul 7141 <1633> martie 8.”
Legenda despre întemeierea satului spune, că trăia odată un cioban cu familia sa într-o cocioabă mică pe muchia unui deal pleșuv. El se numea Vîșcan și avea vreo 10-15 oi. Ținea mult la turma sa, căci oile îi hrăneau și-i îmbrăcau pe toți ai casei. Prin părțile celea mai locuiau și alți oameni, dar foarte răzlețit. O duceau greu, căci le lipseau câmpurile mănoase și apa. Într-o bună zi, luându-și mai multe merinde cu sine, Vîșcan a plecat cu turma pentru mai multe zile. A ajuns departe și spre marea lui mirare, a descoperit o întindere frumoasă pe malul unui râu șerpuitor.
Întorcându-se acasă, ciobanul i-a îndemnat pe ai săi, dar și pe oamenii ce locuiau răzlețit să meargă pe malul acelui râu și să prindă rădăcini acolo. Sosind cele câteva familii la locul destinat au rămas uimiți, căci au găsit tocmai ceea ce le lipsea. Și-au durat mai întâi niște bordeie, ca mai târziu să–și construiască casele, care semănau una cu alta. Când sosi momentul să-i dea denumire i s-a spus Vîșcăuți de la numele Vîșcan, care a descoperit aceste locuri.
Satul Vîșcăuți este unul dintre cele mai pitorești de prin părțile Orheiului. Este situat pe malul drept al Nistrului, înconjurat din trei părți de păduri foșnitoare.
Biserica cu hramul „Sf. Arhangheli Mihail și Gavriil” a fost construită în anul 1878 cu sprijinul boierului Sanadino. În perioada sovietică biserica și-a întrerupt activitatea, iar în anul 1992, la cererea sătenilor, a fost reparată și redeschisă. Biserica reprezintă un vechi monument de artă în stil moldovenesc.

## Populație
Populația este de 1.434 locuitori, dintre care 50,48% (724) - bărbați și 49,52% (710) - femei. Structura etnică a populației: 99,78% - moldoveni, români; 0,22% - ucraineni, ruși ș.a. În ultimii trei ani natalitatea constituie 25-32 copii, mortalitatea constituie 27-29 persoane.
Numărul locuințelor este de 439, astfel sunt înregistrate 522 familii. Suprafața totală a localității constituie 2611,0 ha, inclusiv:
- 921 ha de terenuri agricole,
- 1.302 ha de terenuri fondului silvic, inclusiv al primăriei Vîșcăuți
- 147 ha de terenuri fondului apelor al râului Nistru,
- 28 ha de terenuri pășune,
- 49 ha de drumuri,
- 14 ha de vii, livezi.

## Agenți economici
Potențialul satului Vîșcăuți este axat pe zona de  agricultura, industrie, extragerea prundișului și al nisipului, dar în mod deosebit turismului rural favorizată de zona râului Nistru.
Pe teritoriul satului Vîșcăuți activează mai mulți agenți economici:
- SRL”AGROTEHVIT”; (2016)
- SRL „Ardebaș-AGRO”; (2005)
- GȚ „Maler Petru”; (2003)
- GȚ „Perju Carolina”; (2016)
- SRL “Poptival”; (2005)
- SRL "Ordonatcom" (2001)
- 3 magazine alimentare.
- 2 zone de odihnă, pensiune.

## Educație
Sistemul educațional este asigurat de Gimnaziul Vîșcăuți și grădinița de copii Albinuța. La gimnaziu învață 123 de elevi, dintre care în clasele 1-4 sunt 56 elevi și  în clasele 5-9 sunt  67 de elevi; corpul didactic al gimnaziului numără 14 profesori.
Grădinița de copiii activează 9 ore 5 zile pe săptămână, funcționează trei grupe numărul total de copiii este de 55, în procesul de educație sunt încadrați 18 persoane, printre care 6 educatori, directorul grădiniței, lucrătorul muzical, sora medicală.
Biblioteca publică Vîșcăuți este dotată cu necesarul de manuale didactice și artistice, fondul de carte fiind actualizat în 2020 cu 130 cărții noi, zilnic biblioteca este frecventată de elevii de la gimnaziu, persoane care nu au conectare la internet.

## Infrastructura socială
Centrul medicilor de familie în număr de 5 persoane oferă servicii pentru 50 de vizitatori zilnic. Cu suportul Consiliului Raional Orhei care a alocat 840000 lei au fost reparată capital dar și conectată la rețeaua de gaze naturale în anul 2021.
Patrimoniul cultural al satului Vîșcăuți, raionul Orhei, constituie una din cele mai reprezentative file din moștenirea valorică a localității, menită să păstreze tradițiile și datinile băștinașe, care urmează a fi transmise generațiilor următoare.
Căminele Culturale ar trebui să fie centrul vieții culturale din orice sat, dar din păcate satul Vîșcăuți nu are Casă de cultură. Conform planului de lucru și a Calendarului petrecerii măsurilor culturale, în sat se organizează o serie de activități culturale și sportive, la toate sărbătorile Naționale și religioase: concerte tematice, sărbătoarea satului, măsuri culturale de suflet, cum ar fi 9 mai, Ziua Familiei, Ziua Coliliului, Ziua Limbii Române, Hramul Satului, Anul Nou, Ziua Sportivului ș.a.
În scopul utilizării potențialului educativ al datinilor și obiceiurilor populare, conducerea comunei insistă la organizarea a diferitor activități, cum ar fi șezători, serate în memoria scriitorilor și poeților, seminare pentru profesori, educatori, cu diferite generice, pentru calificarea cadrelor implicate în educație.
Din componența tezaurului cultural local nu poate fi neglijată biserica ortodoxă cu hramul „Sfinților Arhanghel Mihail și Gavriil”, care este inclusă în lista monumentelor luate sub ocrotirea statului, fiind într-o stare bună. Biserica a fost construită în anul 1878 cu sprijinul boierului Sanadino. În perioada sovietică și-a întrerupt activitatea, iar în anul 1992, la cererea sătenilor, a fost reparată și redeschisă. Aceasta reprezintă un vechi monument de artă în stil moldovenesc.

## Administrație și politică
Componența Consiliului local Vîșcăuți (9 consilieri), ales la 5 noiembrie 2023,

## Personalități
- Ion Rață, interpret de muzică ușoară, membru al formației „Catharsis”.